# Krieke
De Krieke (Kriek) is een gehucht in de Belgische provincie West-Vlaanderen. Het behoort tot de gemeente Ingelmunster en is een erg landelijke kern zonder markt, kerk of officieel middelpunt. De wijk omvat de Keirselaarstraat, Kweekstraat en Zuidstraat. Het is begrensd in het noorden door de Gentstraat en in het westen door de Ringlaan. De Krieke is redelijk groot, hoewel het grootste deel bestaat uit akkers en weiden.
Gemeente: Ingelmunster      Dorp: Kriek

Belgische gemeenten · Arrondissement Roeselare · West-Vlaanderen · Vlaanderen